# Grupo Bolívar
Die Grupo Bolívar S.A. ist eine multi-lateinamerikanische Holding und Unternehmensgruppe. Das Unternehmen wurde am 23. Dezember 1996 gegründet und hat seinen Hauptsitz in Bogotá, Kolumbien. Die Dienstleistungen des Unternehmens umfassen Investitionen in Vermögenswerte, Verwaltung von Portfolios, Bewertung verschiedener Unternehmen und deren Start-ups. Im Jahr 2017 betrug die Marktkapitalisierung 1,4 Mrd. US-Dollar und gehört zu den umsatzstärksten Unternehmen Kolumbiens.
Der Vorläufer der Grupo Bolívar begann bereits seine Aktivitäten mit der Compañía de Seguros Bolívar S.A., gegründet am 5. Dezember 1939. Die Versicherungsgesellschaft wurde jedoch nur bis zum 30. Juni 1940 von der damaligen Bankenaufsicht ermächtigt in Kolumbien zu operieren. Bei seiner Gründung bot der Versicherer Bolívar Kollektiv- oder Gruppenlebensversicherungen sowie Einzellebensversicherungen an. Auf dem nationalen Markt Kolumbiens waren damals hauptsächlich internationale Versicherer präsent.
Ende 1996 wurde das Unternehmen umstrukturiert und eine Matrix geschaffen mit dem Charakter einer Investorengesellschaft. So wurde durch die Abspaltung der Kapital- und Spargesellschaft Bolívar S.A. die Sociedades Bolívar S.A geschaffen, wodurch sie als Tochtergesellschaften unter dem Namen Capitalizadora Bolívar S.A. ab Januar 1997 in Erscheinung trat. Sociedades Bolívar S.A. ist im nationalen Wertpapierregister und an der Bolsa de Valores de Colombia registriert und wird derzeit von der Finanzaufsicht von Kolumbien in ihrer Eigenschaft als Emittent von Wertpapieren kontrolliert.
Heute betreibt Grupo Bolívar durch die Banco Davivienda hauptsächlich Bankdienstleistungen. Es bietet Hypotheken, Konsumentenkredite, Leasing und Versicherungsdienstleistungen.